# Winston-Salem
Winston-Salem és una ciutat dels Estats Units d'Amèrica ubicada al comtat de Forsyth a l'estat de Carolina del Nord. Amb 247.945 habitants el 2019, és la ciutat més poblada del comtat, la cinquena ciutat més poblada de l'estat i la 89a ciutat més poblada del país. Es troba a uns 170 quilòmetres, per carretera, de la capital de Carolina del Nord, Raleigh.

## Museus
- Reynolda House Museum of American Art[3]

## Personalitats notables
- Mabel Hampton, ballarina i activista lesbiana i pels drets civils afroamericana